# イライザ・タルカット

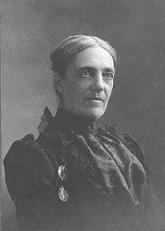
イライザ・タルカット

イライザ・タルカット（英: Eliza Talcott、1836年5月22日 - 1911年11月1日）は、明治の日本で活動した宣教師・教育者。アメリカ合衆国コネチカット州ヴァノン出身。神戸女学院の前身となる女學校（通名「神戸ホーム」）を設立した。

## 経歴
1836年5月22日、アメリカ合衆国コネチカット州ヴァノン・ロックヴィルの紡績工場経営者の家に生まれる。両親ともに熱心なプロテスタント（会衆派）であった。コネチカット州ファーミントンのミス・ポーター女学校を卒業後、同校の助教師を務める。2年後、母の逝去により、辞任、帰郷。末妹メアリーの世話にあたる。しかしメアリーも夭逝。コネチカット州プリマスにある母方の実家、叔父ウィリアム・ブル宅に身を寄せ、ニューブリテン州立師範学校（現・Central Connecticut State University）に入学。1857年に同校を卒業して、州内の私立学校や州立ニューブリテン・ハイスクールで、計6年間教鞭をとった。その後教師を辞め、プリマスの叔父の妻ソフィアの看病に従事。1872年秋、プリマスの会衆派教会で行われた、アメリカン・ボードからトルコに派遣された宣教師の帰国報告会に出席。宣教師として立つ決意をし、その宣教師や牧師の推薦を得て、アメリカン・ボード最初の独身女性宣教師となった。

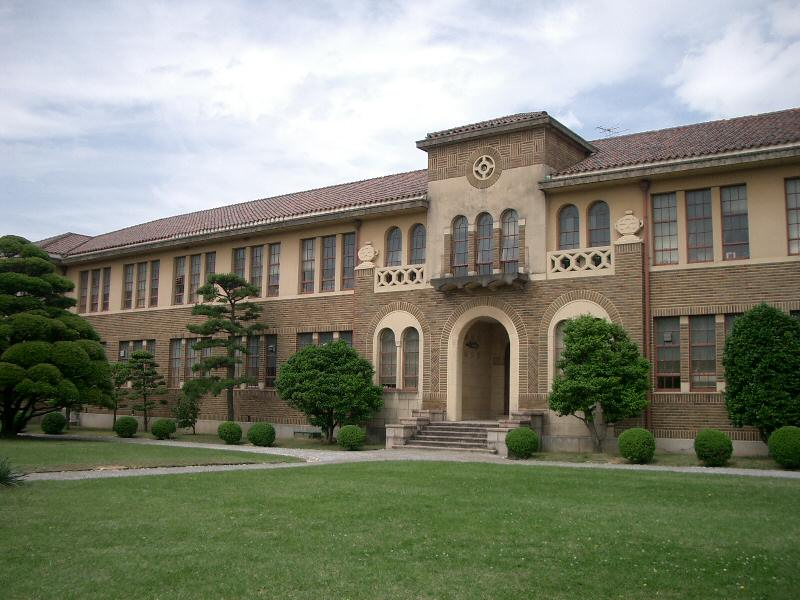
神戸女学院大学理学館

1873年3月、ジュリア・ダッドレーとともに神戸に赴任。伝道活動を行う傍ら、婦人らの要請を受け、同年秋にダッドレーとともに民家（花隈村、のちに北長狭）を借り、私塾を開設。タルカットの書簡（1874.5.16付）によれば、「24人の少女と婦人」が集っていた。1875年10月12日、旧三田藩主九鬼隆義らの支援とアメリカン・ボードの承認を受け、ダッドレーとともに神戸・諏訪山の麓に「女學校」（通名「神戸ホーム」、1879年「神戸英和女学校」、1894年「神戸女学院」と改称）を創立。校長を務める。1880年にこれを辞し、岡山を拠点に中国地方・四国地方を巡る伝道活動にあたった。
その中、中国地方鳥取県の鳥取市には長期滞在し、鳥取教会を拠点に活動し、1887年に鳥取英和女学校を設立した。同じく、アメリカン・ボードの宣教師ジョージ・ローランドも協力するが、女学校は財政難で15年で閉校する。
1895年に日清戦争が勃発すると広島で傷病兵の看護にあたった。天然痘やコレラに感染した者の看病にもあたったがその結果自身もコレラに感染し、治療のため1896年に一時帰国。ハワイでの伝道を経て1902年に再び来日し、1880年にダッドレーが設立した神戸女子伝道学校（後の聖和大学）で教鞭をとりつつ伝道を行う日々を送った。1911年11月1日、神戸で死去。同11月4日、神戸女学院講堂で葬儀を執行。神戸女学院はタルカットの誕生日を「創立者記念日」と定め、毎年この日に神戸市立外国人墓地において墓前礼拝を守っている。